# Beija-flor-de-uropígio-bronzeado
O beija-flor-de-uropígio-bronzeado (nome científico: Saucerottia tobaci) é uma espécie de ave apodiforme pertencente à família dos troquilídeos, que inclui os beija-flores. Pode ser encontrada na Venezuela, Trindade e Tobago, sendo considerada uma espécie vagante na ilha de Granada. É um migrante sazonal em partes da Venezuela.

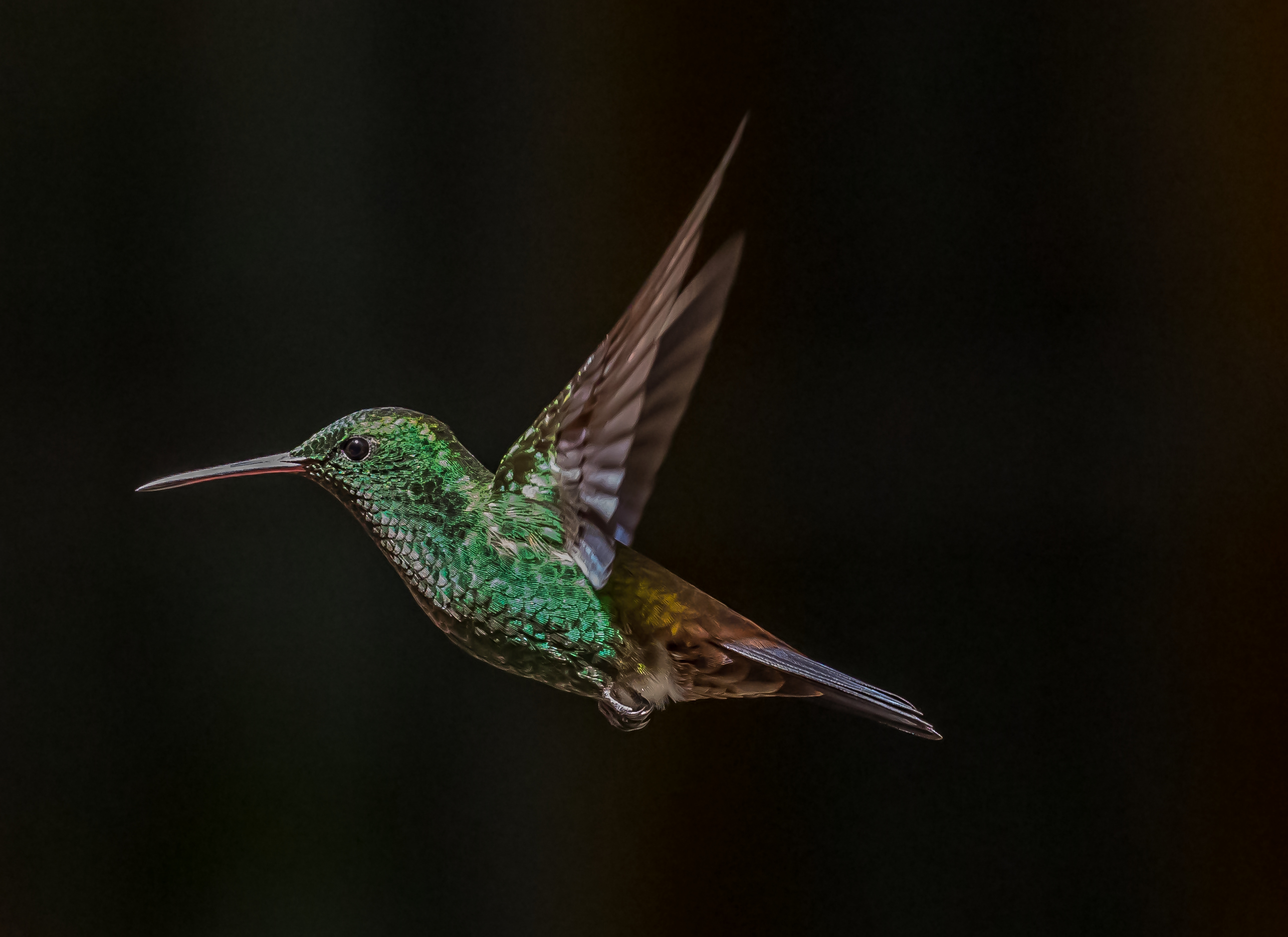
Um macho adulto de Saucerottia tabaci em Tobago

## Taxonomia
O beija-flor-de-uropígio-bronzeado foi formalmente descrito em 1788 pelo naturalista alemão Johann Friedrich Gmelin em sua edição revisada e ampliada do Systema Naturae de Carl Linnaeus. Ele o colocou com todos os outros beija-flores do gênero Trochilus e cunhou o nome binomial Trochilus tobaci. Gmelin baseou sua descrição no "Tobago Humming-Bird" que havia sido descrito em 1782 pelo ornitólogo inglês John Latham em seu A General Synopsis of Birds. O beija-flor-de-cobre foi anteriormente colocado no gênero Amazilia. Um estudo filogenético molecular publicado em 2014 descobriu que o gênero Amazilia era polifilético. Na classificação revisada para criar gêneros monofiléticos, o beija-flor-de-uropígio-bronzeado foi transferido para o gênero ressuscitado Saucerottia. O gênero foi introduzido em 1850 pelo naturalista francês Charles Lucien Bonaparte. O nome do gênero é do epíteto específico saucerrottei para o beija-flor com ventilação de aço, a espécie-tipo. O epíteto foi cunhado em 1846 por Adolphe Delattre e Jules Bourcier para homenagear o médico e ornitólogo francês Antoine Constant Saucerotte. O epíteto específico tobaci é da ilha de Tobago, a localidade tipo.
Sete subespécies são reconhecidas; três raças são endêmicas das ilhas do Caribe e as outras quatro são restritas a diferentes partes da Venezuela.
- S.t. monticola Todd, 1913 – noroeste da Venezuela
- S.t. feliciae ( Lição, R, 1840) – centro-norte da Venezuela
- S.t. caudata ( Zimmer, JT & Phelps, 1949) – nordeste da Venezuela
- S.t. aliciae ( Richmond, 1895) – Ilha Margarita (no norte da Venezuela)
- S.t. erythronotos (Lição, R, 1829) – Trinidad
- S.t. tabaco (Gmelin, JF, 1788) – Tobago
- S.t. caurensis Berlepsch & Hartert, E, 1902 – leste, sudeste da Venezuela

## Descrição
O beija-flor-de-uropígio-bronzeado tem 8.6 cm (3.4 in) comprimento e pesa 4.7 g (0.17 oz). O bico é bastante longo, reto e principalmente preto com um pouco de rosa na mandíbula inferior. O adulto tem o dorso verde-cobre, tornando-se bronze-cobre na garupa. A cabeça e as partes inferiores são verdes brilhantes, as coxas são brancas e a cauda e as pernas são pretas. Os sexos são semelhantes.

## Distribuição e habitat
Este beija-flor habita campo aberto, jardins e cultivo. O beija-flor-de-uropígio-bronzeado fêmea põe seus ovos em um ninho minúsculo em um galho baixo, ou às vezes em fios ou varais. A incubação leva de 16 a 17 dias e a criação de outros 19 a 23, e pode haver até três ninhadas em uma temporada. É a espécie de beija-flor predominante em Trinidad e Tobago.
A subespécie que se reproduz em Trinidad, S. t. erythronotos, é menor e tem mais bronzeamento nas partes superiores do que o S. t. tabaco de Tobago. A última corrida ocorreu como um vagabundo para Granada. Existem várias outras subespécies na Venezuela que diferem principalmente no tamanho e na cor da gargantao.

## Comportamento
A alimentação deste beija-flor é o néctar, retirado de uma grande variedade de flores, e de alguns pequenos insetos. Os beija-flores-de-uropígio-bronzeado empoleiram-se visivelmente e defendem seus territórios agressivamente contra outros beija-flores, abelhas e espécies de pássaros maiores; isto é especialmente durante a época de acasalamento, que é no início do ano.